# オリビアちゃんの大冒険
『オリビアちゃんの大冒険』（原題：The Great Mouse Detective）は、1986年7月2日公開のディズニーのアニメ映画。日本では1989年7月22日に公開された。日本での同時上映は「わんわん物語」と「ミッキーの大演奏会」。またウォルト・ディズニー・アニメーション・スタジオの長編映画が日本で7月に公開されるのは1986年公開の「コルドロン」以来3年ぶりとなる。
イヴ・タイタス（Eve Titus）の『ねずみの国のシャーロック・ホームズ』（Basil of Baker Street）シリーズを原案とする。映画のストーリーそのものは原作にはなく、ディズニーオリジナルである。
この作品において、初めてディズニーアニメーションにCGが本格的に使用された。

## ストーリー
ここは1897年頃のロンドン。その日はオリビアの誕生日パーティだったが、突然フィジットがやってきて父親のフラバーシャムを連れ去ってしまう。それは女王を殺害して女王そっくりのロボットを身代わりにし、自分がイギリスを征服しようと企むラティガンの仕業だった。フラバーシャムは娘を殺すと脅かされ、仕方なくロボットを作り始める。
オリビアは名探偵バジルに父親探しを依頼。この事件がラティガンの仕業と知ったバジルは、オリビアと医者のドーソンを連れ、愛犬トビーに乗って事件の捜査に乗り出すが、おもちゃ屋を探索中にまたしてもフィジットが現れ、今度はオリビアがさらわれてしまう。残された一枚の紙切れを手がかりにバジルはついにラティガンの隠れ家を突き止めるものの、罠にはまりドーソンと共にネズミ捕りの処刑台に捕らえられて絶体絶命の大ピンチ。
バッキンガム宮殿の式典当日、ラティガンは本物の女王とロボットをすり替え、国民の前で偽物の女王に「ラティガンに王位を譲る」と宣言させてしまう。本物の女王は猫のエサにされる寸前だったが、そこへ処刑台から脱出したバジルが現れ、無事に救出。ラティガンの悪事はすべて国民の前でバラされた。
怒ったラティガンはオリビアを人質に取って飛行船で逃走するが、バジルたちが気球でビッグ・ベンの大時計台まで追いつめ、ついにバジルとラティガンの一騎討ちとなる。格闘の末にラティガンは時計台から墜落死し、ラティガンの部下も全員逮捕される。オリビアは父親と出会えて一件落着。
その後、バジルとドーソンはネズミ界の「ホームズとワトソン」となって活躍する事になる。

## 挿入歌
- 世界一の大悪党（The World's Greatest Criminal Mind）
- レット・ミー・グッド・トゥ・ユー（Let Me Good to You）
- さようなら（Goodbye, So Soon）

## キャラクター
バジル
主人公。ベーカー街221Bに住むネズミの名探偵。かなりお調子者だが、優れた頭脳を持つキザな性格。オリビアに頼まれて、さらわれたフラバーシャムを探しに行く。
ドーソン
アフガニスタンから軍務を終えて帰ってきた外科医のネズミ。道に迷っていたオリビアをバジルの元へ連れてきた。
オリビア・フラバーシャム
ヒロイン。イギリスのロンドンにあるマウストピアに住む女の子のネズミ。お父さんは古いおもちゃ作りの職人、ヒーラム・フラバーシャム。明るく好奇心旺盛な性格。
事件解決後、父親とマウストピアに帰る。後日談のコミックでは、釈放されて改心したフィジットと仲良くなる。
ヒーラム・フラバーシャム
オリビアの父親でおもちゃ作りの職人。その腕に目をつけられラティガンに誘拐される。バジルとドーソンの活躍によって救出された。その後、オリビアとマウストピアに帰る。
ラティガン教授
犯罪王でバジルの宿敵。ドブネズミと呼ばれることを嫌う。

フィジット
ラティガンの手下のコウモリ。片足が義足で羽が曲がっている。ラティガンに池に落とされたが、後に逮捕された。
後日談のコミックでは、釈放されて反省して改心する。

## キャスト（声の出演）
| 役名                     | 原語版声優                 | 日本語吹き替え                    |
| ------------------------ | -------------------------- | --------------------------------- |
| バジル                   | バリー・インガム           | 青野武                            |
| バーソロミュー           | バリー・インガム           | 安西正弘                          |
| ドーソン                 | ヴァル・ベティン           | 永井一郎                          |
| オリビア・フラバーシャム | スザンヌ・ポラチェク       | 藤枝成子                          |
| ラティガン               | ヴィンセント・プライス     | 宝田明                            |
| フィジット               | キャンディ・キャンディード | 大塚周夫                          |
| ヒーラム・フラバーシャム | アラン・ヤング             | 村越伊知郎                        |
| ジャドソン夫人           | ダイアナ・チェズニー       | 京田尚子                          |
| 女王                     | イヴ・ブレナー             | 新道乃里子                        |
| トカゲのビル             | チャールズ・フライシャー   | 沖絢一郎                          |
| シャーロック・ホームズ   | ベイジル・ラスボーン       | 沢りつお                          |
| ワトソン                 | ローリー・メイン           | 峰恵研                            |
| ミス・キティ・マウス     | メリサ・マンチェスター     | 伊集加代子                        |
| 未確認の女ネズミ         | シャニ・ウォリス           | 田畑ゆり                          |
| トビー                   | フランク・ウェルカー       | 原語版流用                        |
| フェリシア               | フランク・ウェルカー       | 原語版流用                        |
| その他                   |                            | 太田淑子 槐柳二 中山愛子 最上莉奈 |